# Saleh Al-Qobaissi
Saleh Al-Qobaissi (nascido em 6 de novembro de 1964) é um ex-ciclista saudita.

## Olimpíadas
Competiu pela Arábia Saudita no ciclismo de estrada dos Jogos Olímpicos de Verão de 1992.